# Tibor Moldovan
Tibor Florian Moldovan (n. 3 mai 1982, Târgu Mureș, Mureș) este un jucător de fotbal român de etnie maghiară. În prezent este legitimat la clubul Gloria Bistrița.